# ميلس لان
ميلس لان (بالإنجليزية: Mills Lane)‏ هو مصرفي أمريكي، ولد في 12 يناير 1912، وتوفي في 7 مايو 1989.